# Farkas Ádám (játékvezető)
Farkas Ádám (Eger, 1982. január 2. –) magyar nemzeti labdarúgó-játékvezető.

## Pályafutása
A játékvezetői vizsgát 2003-ban tette le. 2007-ben lett NB II-es, országos játékvezető. 2008-ban minősítették a legfelső szintű labdarúgó-bajnokság játékvezetőjének keretébe.
| Időpont    | Helyszín                           | Mérkőzés típusa                | Mérkőzés                             | Asszisztensek                 | 4. bíró      | Eredmény |
| ---------- | ---------------------------------- | ------------------------------ | ------------------------------------ | ----------------------------- | ------------ | -------- |
| 2009.02.21 | Hidegkuti Nándor Stadion, Budapest | 1. NB. I-es mérkőzés           | MTK Budapest FC–Kaposvári Rákóczi FC | Fehér Gyula/Kelemen I. Attila | Varga László | 2 : 1    |
| 2024.02.03 | Kisvárda                           | 213., utolsó NB. I-es mérkőzés | Kisvárda – Ferencváros               | Buzás Balázs / Szert Balázs   | Antal Péter  |          |

2013. júniusi ülésén az MLSZ elfogadta a professzionista játékvezetői foglalkoztatást. A kijelölt játékvezetőkkel 3 éves szerződést kötöttek. Farkas Ádám az első 12 hivatásos játékvezető egyike lett. Eddig 213 NB I-es, 103 másodosztályú és 19 NB III-as találkozót vezetett (2024. február 3-ig)

## Nemzetközi szereplés
2010 szeptemberében Nyonban az UEFA Játékvezető Kiválósági Központjában (CORE) szervezett tanfolyamon és felmérésen vett részt. 2011. tavaszán újabb felméréseket és teszteket teljesítve UEFA diplomát vehetett át.

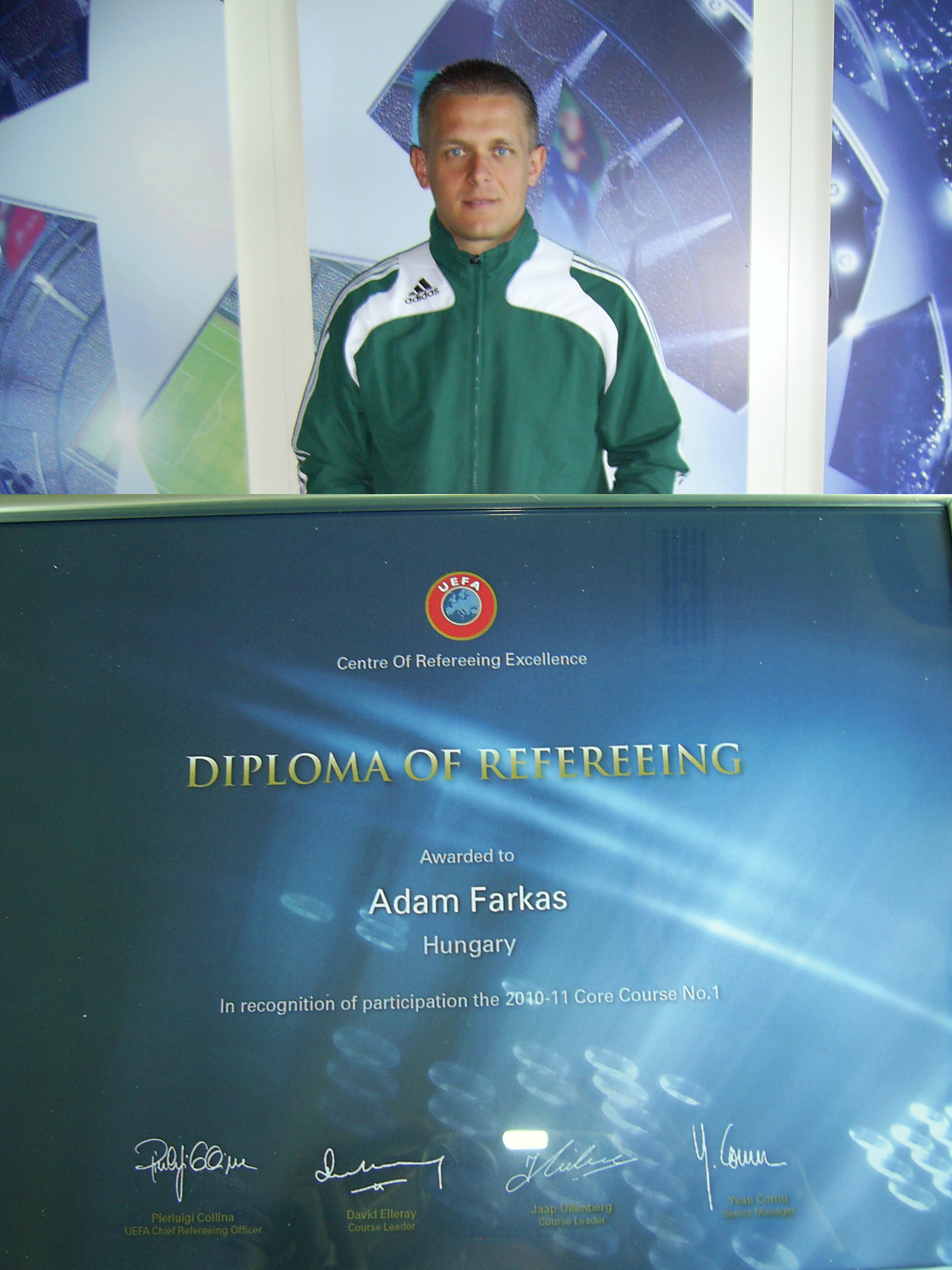
Farkas Ádám és UEFA-diplomája

2010.szeptember 15-én Nápolyban az SSC Napoli- FC Utrecht Európa-liga mérkőzésen asszisztens játékvezetőként (additional referee) mutatkozott be.
2015-től FIFA-keret tag a hármas kategóriában, 2017 nyarától a kettes kategóriában. 
A 2016-os franciaországi Labdarúgó-Európa-bajnokságon Kassai Viktor játékvezetői csapatában alapvonali játékvezetőként 
a Franciaország – Románia nyitómérkőzésen, majd az Olaszország – Svédország csoportmérkőzésen, végül a Németország – Olaszország  negyeddöntőn működött közre. 2024. januárjával kikerült a nemzetközi keretből.

## Sikerei, díjai
Heves megyében 2007-ben és 2008-ban az Év Játékvezetője címet érdemelte ki.

## Magánélete
Felesége Urbán Eszter, aki szintén játékvezető. Gyermekeik: Farkas Luca (2015), Farkas Lara (2019).

## Sportvezetői karrier
2024. február 6. napjától az MLSZ Heves Megyei igazgatója.